# حمد دلي أحمد الكربولي
الدكتور حمد دلي أحمد الكربولي أستاذ في علم النفس التربوي، ولد في مدينة القائم سنة 1924، وتوفي في 25 يوليو 1984 في بغداد  .
تخرج من الجامعة الأمريكية في بيروت سنة 1952، عاد إلى العراق وعين مدرسًا في دار المعلمين الريفية في دهوك ثم في دار المعلمين الابتدائية في بعقوبة وبغداد.
وفي سنة 1955، ذهب إلى الولايات المتحدة الأمريكية، ودرس في جامعة إنديانا وحصل على الدكتوراه في علم النفس التربوي سنة 1960. عين بعدها مدرسا في كلية التربية في جامعة بغداد.
عين بعدها ملحقا ثقافيا في لندن ثم نقل إلى وزارة الخارجية وعمل سكرتيرا في السفارة العراقية في لندن ثم بروكسل حتى تعيينه وزيرا.
عُيّن وزير دولة في الوزارة التي ترأسها رئيس الجمهورية أحمد حسن البكر عقب الإطاحة برئيس الوزراء عبد الرزاق النايف في حركة 30 تموز 1968، حيث عين وزير دولة للشؤن الدينية بعد 30 تموز 1968 ثم وزير دولة لشؤون الأوقاف للفترة 1969-1973.
عين سفيرا لدى النمسا وبعدها في المغرب للفترة من سنة 1973 لغاية عام 1975، أعيد بعدها لديوان وزارة الخارجية ثم عاد للتدريس في جامعة بغداد.

## مؤلفاته
له العديد من المؤلفات وقام بترجمة العديد من المراجع الأجنبية ولا زالت مؤلفاته وترجمته تدرس في كليات علم النفس في العراق.

## عائلته
أولاده يسكنون الولايات المتحدة أما أبناء أخيه فهم :
- جمال ناصر دلي أحمد الكربولي، رئيس حزب الحل في العراق.
- محمد الكربولي، سياسي ونائب عراقي ورئيس كتلة الحل البرلمانية
- أحمد الكربولي - وزير الصناعة الأسبق للفترة من 2010-2014 في حكومة المالكي الثانية.